# 유블록 오리진
유블록 오리진(uBlock Origin)은 광고 차단을 포함한, 콘텐츠 필터링을 위한 자유-오픈 소스, 크로스 플랫폼 브라우저 확장 기능이다. 이 확장 기능은 여러 브라우저용으로 사용 가능하다: 사파리, 크롬, 엣지, 파이어폭스, 오페라. 유블록 오리진은 기술 웹사이트로부터 칭찬을 받았으며 다른 확장 기능들 보다 메모리에 훨씬 부담을 덜 주는 것으로 알려져있다.. (비슷한 기능을 사용하여) 유블록 오리진이 언급한 목적은 사용자들에게 자신만의 콘텐츠 필터링 선택권을 강제할 수단을 제공하는 것이다.
2019년 8월 기준으로, 유블록 오리진은 설립자이자 선임 개발자인 레이먼드 힐에 의해 활발히 개발, 유지보수되고 있다. 힐은 "프로젝트 정신에서 심각한 비호환성"을 언급하면서 소프트웨어의 구 브랜치인 유블록에 대한 지원을 중단했다. 외형상 구 브랜치는 더 이상 유지보수되지 않는다.

## 역사
유블록 오리진은 처음에 뮤블록(μBlock)으로 이름을 정했다. 이 이름은 나중에 µ가 어떻게 발음되는지에 대한 혼동을 피하기 위해 유블록(uBlock)으로 변경되었다. 개발은 고급 사용자들을 위해 설계된 uMatrix라는 다른 차단 확장 기능과 더불어 HTTP 스위치보드의 코드베이스에서 포크를 시작하였다. 유블록 오리진은 차단 목록을 관리하는 커뮤니티를 이용하기 위해 개발되었으며, 기능 추가 및 코드 품질을 릴리스 표준의 승격이 함께 이루어졌다. 2014년 6월 크롬과 오페라의 확장 기능으로 처음 출시되었으며, 2015년 겨울까지 이 확장 기능은 다른 브라우저들로 확장되었다.
2015년 4월과 5월 사이 유블록 프로젝트는 유블록 오리진과 유블록(ublock.org)으로 갈라졌다. 2018년에 애드블록이 유블록을 인수했으며 유블록 오리진은 계속 독립적인 프로젝트로 남아있다.

## 지원 플랫폼
유블록 오리진은 3개의 주요 엔진에 기반한 애플리케이션용으로 활발히 개발된다. 사파리용 유블록은 더 이상 개발되지 않는다.
- 블링크
  - 구글 크롬 (데스크톱: 유블록, 유블록 오리진)
  - 오페라 (데스크톱: 유블록 오리진)
- 웹킷
  - 사파리 (데스크톱: 유블록, 유블록 오리진 (베타)[19])
- 게코
  - 파이어폭스 (데스크톱, 버전 29 이상: 유블록, 유블록 오리진)[note 1]
  - Firefox for Android (모바일: 유블록, 유블록 오리진)[note 2]
  - 씨몽키 (데스크톱: 유블록 0.9.3.5 이상, 유블록 오리진 0.9.9.2 이상.)
  - 페일문 (데스크톱: 유블록 0.9.3.5 이상, 유블록 오리진 0.9.9.2 이상.)
  - 선더버드 (데스크톱: 유블록 오리진 1.3.0 이상.)
- EdgeHTML
  - 마이크로소프트 엣지. (유블록 오리진은 윈도우 스토어에서 1.10.0부터 사용 가능)[20]

## 출시 역사

### uBlock
| 버전           | 출시일                       |
| -------------- | ---------------------------- |
| 0.1.0.0        | 2014-06-23                   |
| 0.2.0.0        | 2014-07-13                   |
| 0.2.3.4        | 2014-07-22                   |
| 0.4.0.0        | 2014-08-14                   |
| 0.6.0.0        | 2014-09-10                   |
| 0.7.0.0        | 2014-10-07                   |
| 0.8.5.4-beta.0 | 2015-01-15                   |
| 0.8.5.5        | 2015-01-17                   |
| 0.8.7.0        | 2015-02-08                   |
| 0.8.8.0        | 2015-02-15                   |
| 0.8.9.0        | 2015-02-27                   |
| 0.9.0.0        | 2015-03-07                   |
| 0.9.1.0        | 2015-03-13                   |
| 0.9.3.0        | 2015-04-01                   |
|                | 2015-04-01                   |
| 0.9.3.5        | 2015-04-19                   |
| 0.9.4.0        | 2015-05-05                   |
|                | uBlock 브랜치 개발 중단 결정 |
| 0.9.5.0        | 2015-06-01                   |

### uBlock Origin
| 버전      | 출시일                  |
| --------- | ----------------------- |
| 0.9.4.0   | 2015-04-11              |
| 0.9.5.0   | 2015-04-24              |
| 0.9.6.0   | 2015-04-29              |
| 0.9.7.0   | 2015-05-10              |
| 0.9.7.5   | 2015-05-19              |
| 0.9.8.0   | 2015-05-27              |
| 0.9.8.2-5 | 2015-05-30 - 2015-06-04 |
| 0.9.9.0   | 2015-06-13              |
| 0.9.9.2   | 2015-06-19              |
| 0.9.9.3   | 2015-07-04              |
| 1.0.0.0   | 2015-07-18              |
| 1.1.0.0   | 2015-08-30              |
| 1.2.0     | 2015-10-07              |
| 1.3.0     | 2015-10-19              |
| 1.4.0     | 2015-12-12              |
| 1.5.0     | 2015-12-25              |
| 1.5.3     | 2016-01-06              |
| 1.6.0     | 2016-02-10              |
| 1.6.8     | 2016-04-05              |
| 1.7.0     | 2016-04-30              |
| 1.8.0     | 2016-08-01              |
| 1.9.0     | 2016-08-27              |
| 1.9.8     | 2016-09-21              |
| 1.10.0    | 2016-11-28              |
| 1.11.0    | 2017-02-06              |

## 같이 보기
- 노스크립트